# Gastone Darè
Gastone Darè, né le 18 février 1918 à Suzzara et mort le 7 juin 1976 à Mantoue, est un escrimeur italien pratiquant le sabre.

## Palmarès

### Escrime aux Jeux olympiques
- 1948 à Londres,  Royaume-Uni
  -  Médaille d'argent dans l'épreuve du sabre par équipes
- 1952 à Helsinki,  Finlande
  -  Médaille d'argent dans l'épreuve du sabre par équipes [1]